# Década de 430
Séculos: (Século IV - Século V - Século VI)
Décadas: 380 390 400 410 420 - 430 - 440 450 460 470 480
Anos: 430 - 431 - 432 - 433 - 434 - 435 - 436 - 437 - 438 - 439